# Kaple Patronů Čech
Kaple Patronů Čech se nachází v osadě Hrad Osek nad soutokem dvou zdrojnic Oseckého potoka. Postavena v roce 1721 snad jako poutní kaple dnes již neznámého zasvěcení. Stavebníkem byl patrně příslušník stavební huti Oseckého kláštera, možná Ottavio Broggio. Kaple je chráněna jako kulturní památka.
Před průčelím kaple roste památná lípa malolistá, jejíž stáří je odhadováno na 200-300 let.

## Galerie

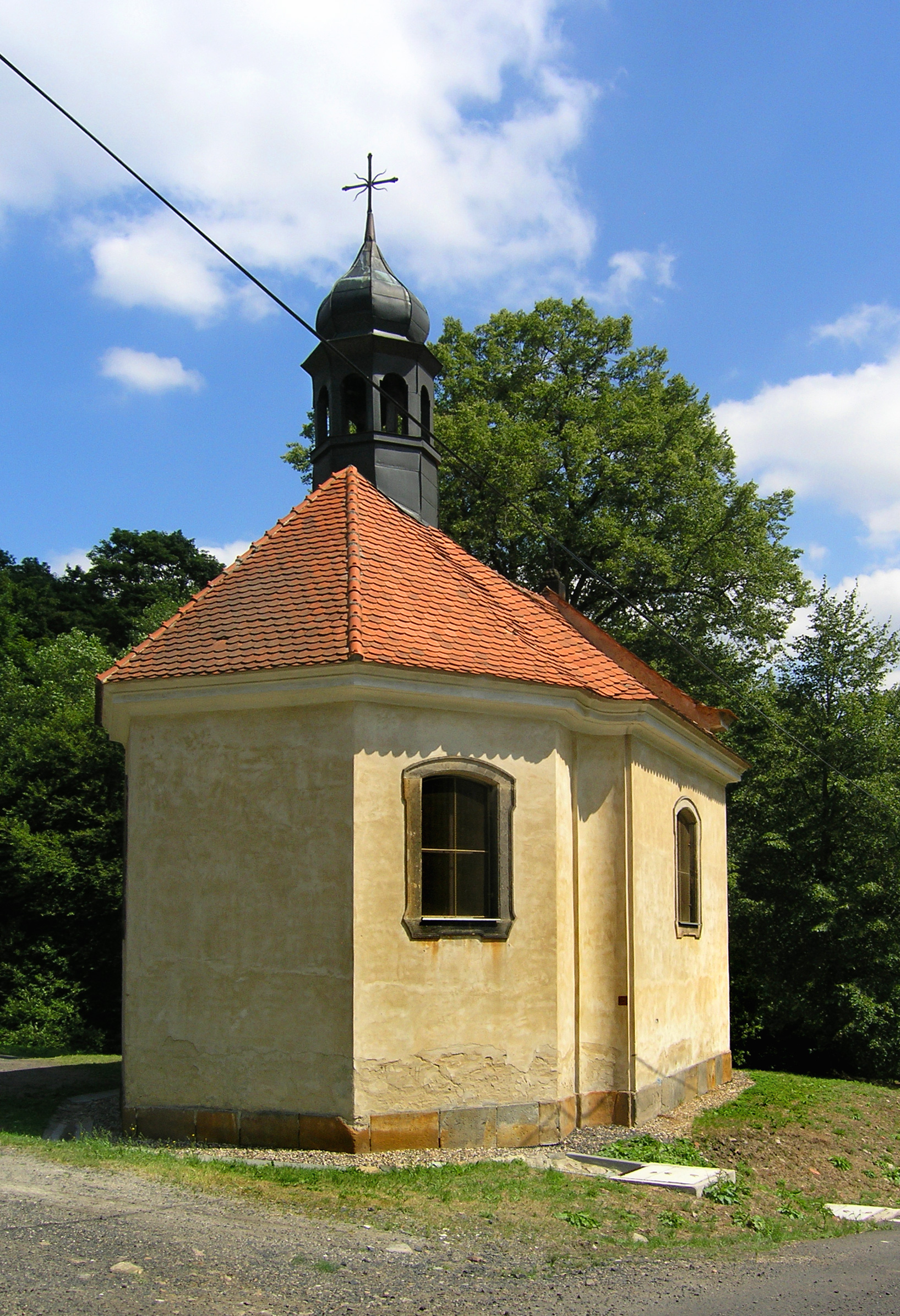
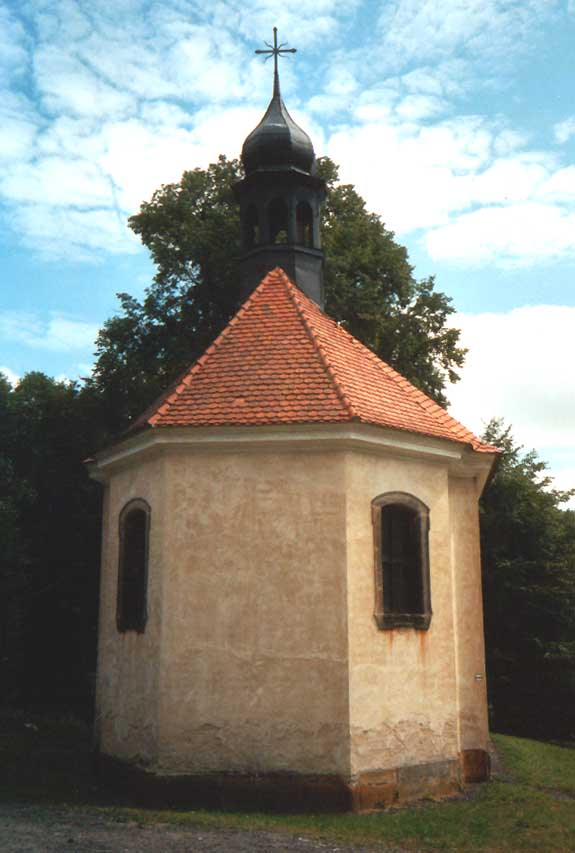
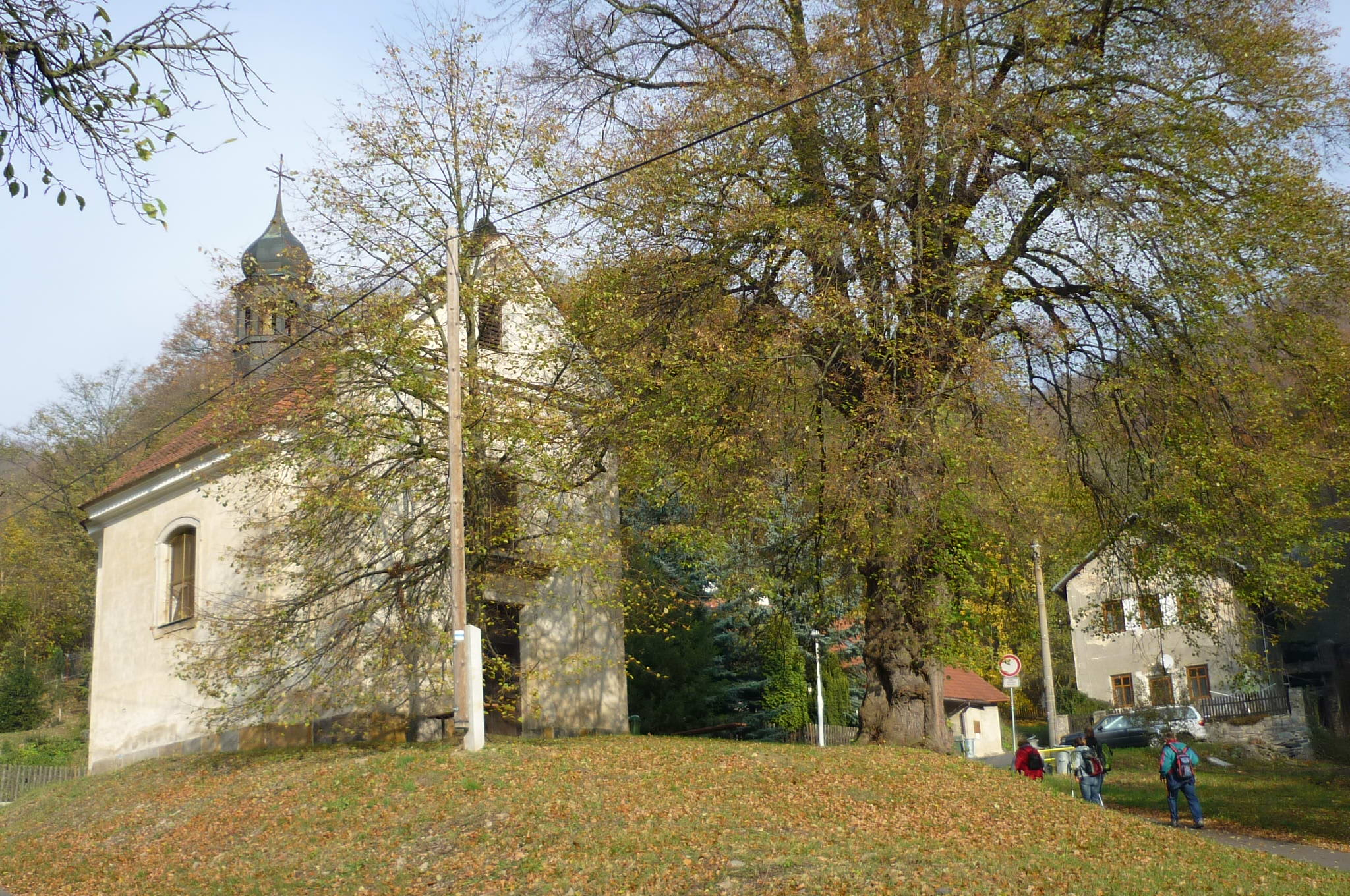